# Mount Finley
Mount Finley är ett berg i Antarktis. Det ligger i Västantarktis. Nya Zeeland gör anspråk på området. Toppen på Finley är 3 478 meter över havet. Mount Finley ingår i Prince Olav Mountains.
Terrängen runt Mount Finley är bergig söderut, men norrut är den kuperad. Trakten är obefolkad. Det finns inga samhällen i närheten.